# Genouillac, Charente
Genouillac är en kommun i departementet Charente i regionen Nouvelle-Aquitaine i västra Frankrike. Kommunen ligger  i kantonen Saint-Claud som ligger i arrondissementet Confolens. År 2018 hade Genouillac 591 invånare.

## Befolkningsutveckling
Antalet invånare i kommunen Genouillac
Referens:INSEE